# La Coka Nostra
La Coka Nostra är en hiphop-grupp från USA, bestående av Danny Boy, Ill Bill, Mr. White (Everlast), Slaine, Big Left och DJ Lethal. Gruppen spelar över hela USA men har sin bas i New York. 

## Medlemmar
Nuvarande medlemmar
- Ill Bill (f. William Braunstein 14 juli 1972 i Queens, New York)
- Slaine (f. George Carroll 27 september 1977 i Boston, Massachusetts)
- DJ Lethal (f. Leors Dimant 18 december 1972 i Riga, Lettiska SSR)
- Danny Boy (f. Daniel O'Connor 12 december 1968 i Brooklyn, New York)

Tidigare medlemmar
- Everlast (f. Erik Francis Schrody 18 augusti 1969 i Valley Stream, New York) (2006–2012)
- Big Left (2005–2009)

## Diskografi
Album
- A Brand You Can Trust (2009)
- Masters of the Dark Arts (2012)
- To Thine Own Self Be True (2016)

EP
- 100% Pure Coka (2009)
- Brand New Dope (2009)

Singlar
- "Fuck Tony Montana" (2006)
- "Mind Your Business" (2014)

Mixtape
- The Height of Power (2008)
- The Audacity of Coke (2009)